# Trójkąt stężeń Gibbsa
Trójkąt stężeń Gibbsa, diagram fazowy Gibbsa – swoista postać wykresu fazowego dla układu termodynamicznego zawierającego trzy składniki chemiczne, z których wszystkie są ciekłe lub tworzą z sobą ciekłe roztwory. Z trójkąta tego można wywnioskować, czy po zmieszaniu określonych ilości trzech różnych związków chemicznych otrzyma się jeden roztwór, dwa nie mieszające się ze sobą roztwory, czy też związki te nie będą się z sobą w ogóle mieszały.
Trójkąty Gibbsa są zawsze rysowane dla określonej temperatury i ciśnienia. Trójkąt Gibbsa dla tego samego układu w innej temperaturze albo ciśnieniu może mieć zupełnie inny przebieg.
Wykres ten ma postać trójkąta równobocznego, którego wierzchołki odpowiadają czystym pojedynczym składnikom A, B, i C. Boki trójkąta opisują skład procentowy lub częściej ułamki molowe zawartości par składników, odpowiednio: AB, AC i BC. Miejsce przecięcia się trzech prostych prostopadłych do boków trójkąta z tymi bokami, gdy są one poprowadzone w taki sposób aby wszystkie trzy przecinały się w jednym punkcie wewnątrz trójkąta, wyznacza rzeczywiste stężenie składników dla tego punktu.
Na wykresie zaznacza się tzw. binody, czyli krzywe graniczne rozpuszczalności odpowiednich par składników, dzięki czemu można w prosty sposób odczytać z trójkąta, czy przy określonym stężeniu składników A, B, C układ będzie jedno-, dwu- czy trójfazowy.